# Дінгард
Дінгард (нім. Dinhard) — громада  в Швейцарії в кантоні Цюрих, округ Вінтертур.

## Географія
Громада розташована на відстані близько 125 км на північний схід від Берна, 27 км на північний схід від Цюриха.
Дінгард має площу 7,1 км², з яких на 10,6% дозволяється будівництво (житлове та будівництво доріг), 68,6% використовуються в сільськогосподарських цілях, 20,1% зайнято лісами, 0,7% не є продуктивними (річки, льодовики або гори).

## Демографія
2019 року в громаді мешкало 1684 особи (+20,8% порівняно з 2010 роком), іноземців було 8%. Густота населення становила 238 осіб/км².
За віковим діапазоном населення розподілялося таким чином: 21,3% — особи молодші 20 років, 58,8% — особи у віці 20—64 років, 19,9% — особи у віці 65 років та старші. Було 700 помешкань (у середньому 2,4 особи в помешканні).
Із загальної кількості 382 працюючих 60 було зайнятих в первинному секторі, 119 — в обробній промисловості, 203 — в галузі послуг.